# Форбс, Генри Огг
Генри Огг Форбс (англ. Henry Ogg Forbes; 1851—1932) — британский путешественник, ботаник, орнитолог и естествоиспытатель.

## Биография
Генри Огг Форбс родился 30 января 1851 года в шотландском портовом городе Абердине. Изучал естественные науки в университете родного города и в Эдинбурге, затем с 1878 по 1883 год путешествовал на островах Малайского архипелага, изучая преимущественно флору островов Явы, Суматры и Тимора. 
В 1885 году Форбс отправился в Новую Гвинею, где в течение нескольких лет исследовал средние части этого острова и посетил труднодоступные области, которые до него еще никто из европейцев не исследовал. 
По возвращении на Альбион Генри Форбс занял должность директора «Free Public Museum» в Ливерпуле, где проработал до самой смерти. 
Он напечатал ряд описаний своих путешествий и статьи по систематике птиц и млекопитающих животных; из них наиболее известны следующие: «А naturalists wanderings in the Eastern Archipelago» (Лондон, 1885); «Three months exploration in the Tenimber Islands or Timor Laut» («Proc. Geogr. Soc. Lond»., 1884); «Progress of an expedition to New Guinea» (там же, 1886); «A Handbook to the Primates» (2 т., Лондон, 1894). 
Форбс также написал для книги «British Birds with their Nests and Eggs» отдел Steganopoda (веслоногие птицы).
Помимо этого Форбсом был описан новый вид пауков Phrynarachne decipiens.
Генри Огг Форбс умер 27 октября 1932 года в городе Ливерпуле.

## Иллюстрации из путешествий Форбса

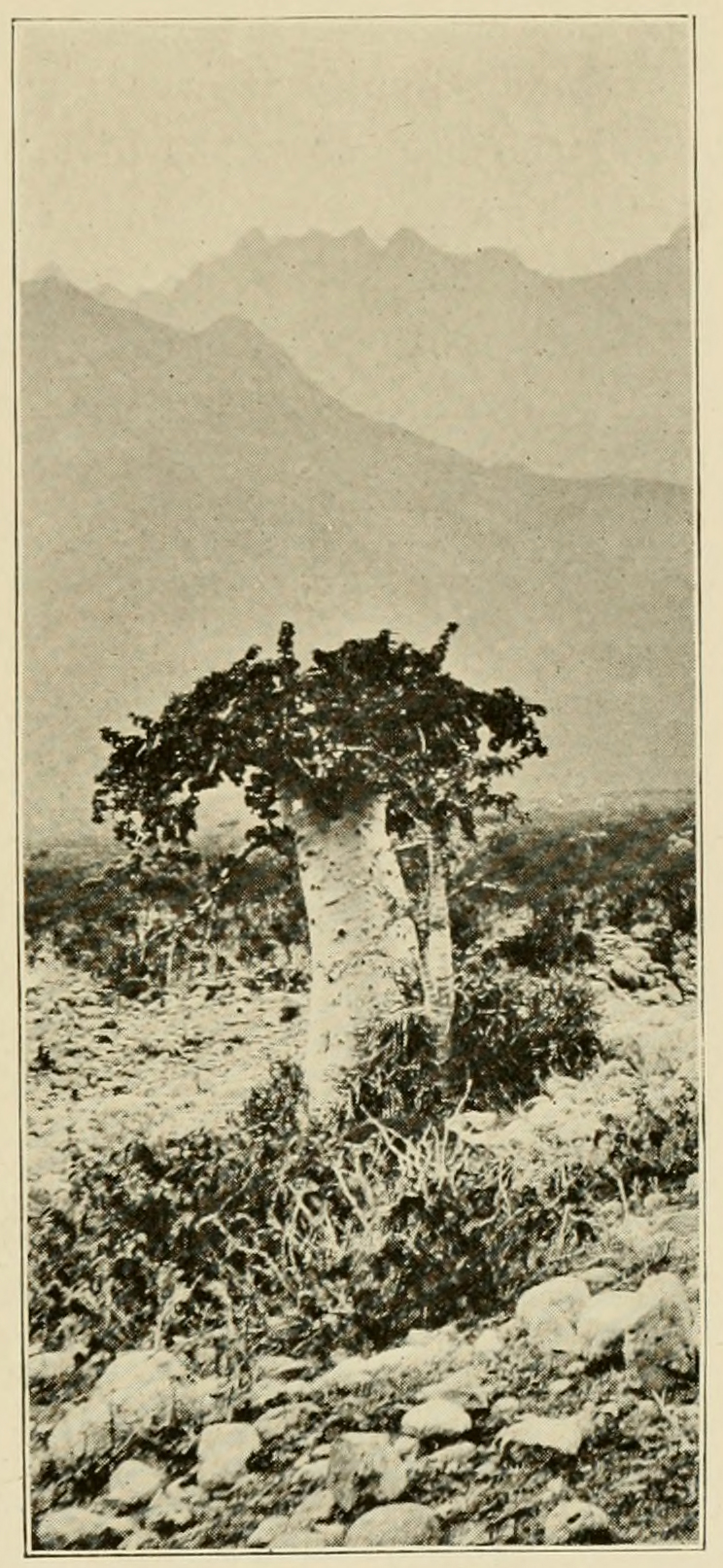
Cucumber tree (Dendrosicyos socotranus) photograph by Forbes
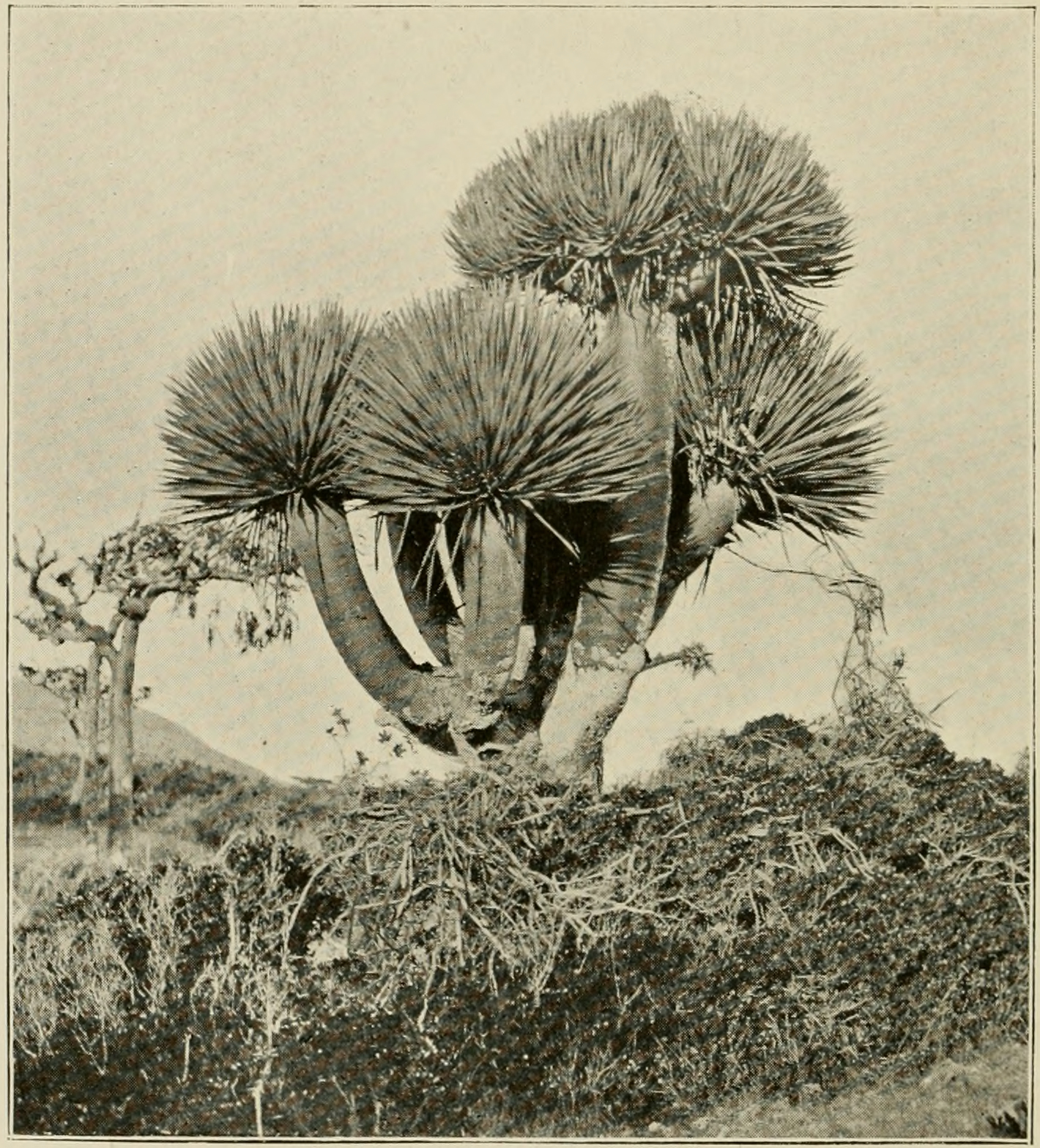
Dragon's blood tree (Dracaena cinnabari ) photograph by Forbes
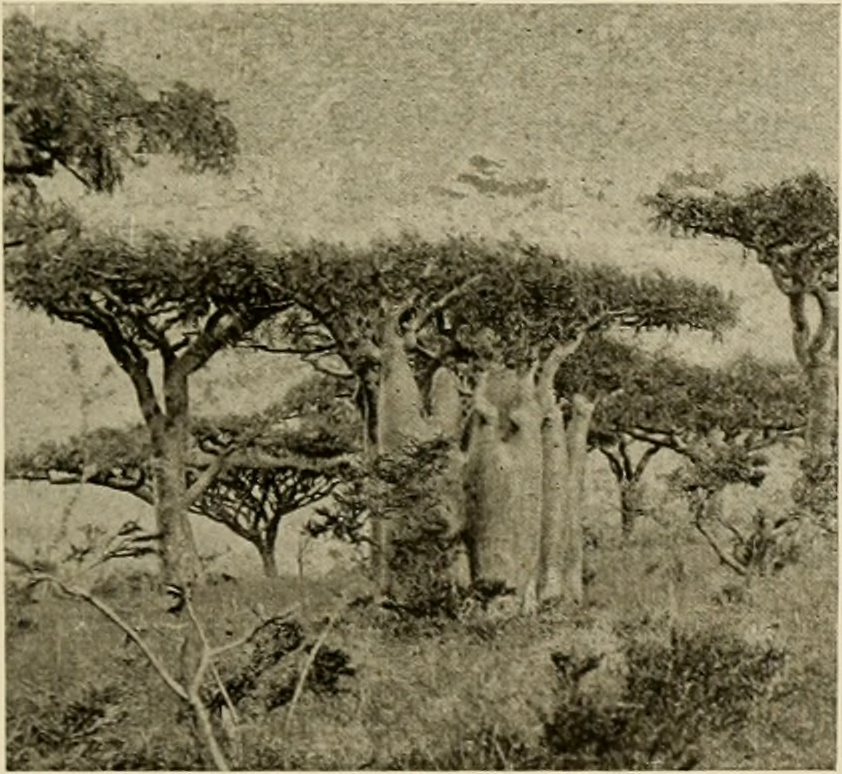
Frankincense and Adenium trees photograph by Forbes
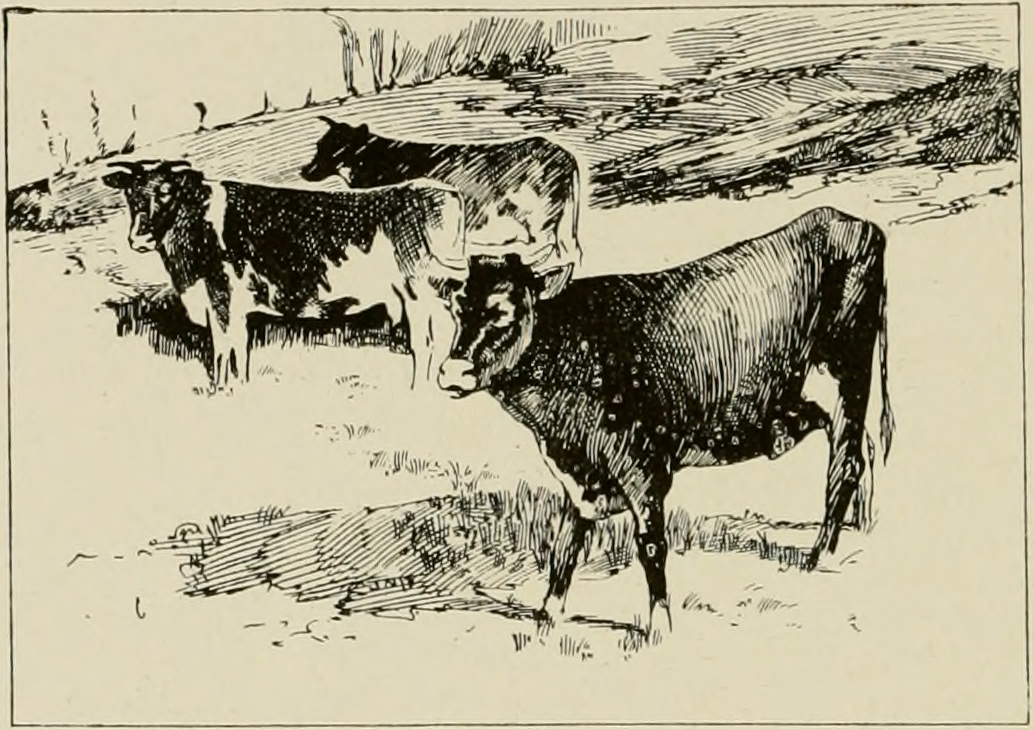
Cattle in Socotra, based on a photograph by Henry Ogg Forbes published in The Natural History of Socotra and Abd-el-kuri
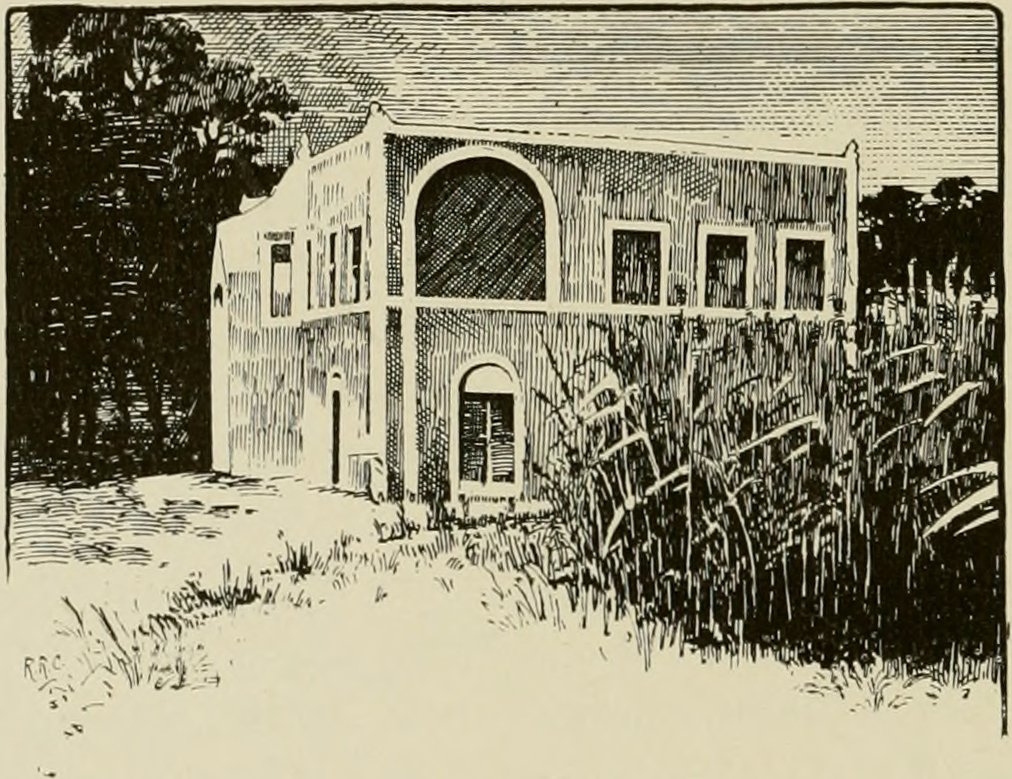
The guest house of the Sultan of Lahej, based on an 1898 photograph by Henry Ogg Forbes, from The Natural History of Socotra and Abd-el-kuri